# Buenavista, Quindío
Buenavista är en ort i Colombia.   Den ligger i departementet Quindío, i den centrala delen av landet, 180 km väster om huvudstaden Bogotá. Buenavista ligger 1 860 meter över havet och antalet invånare är 2 084.
Terrängen runt Buenavista är kuperad åt nordväst, men åt sydost är den bergig. Runt Buenavista är det ganska tätbefolkat, med 83 invånare per kvadratkilometer. Närmaste större samhälle är Caicedonia, 12,3 km väster om Buenavista. I omgivningarna runt Buenavista växer i huvudsak städsegrön lövskog.